# 多突仿石蟹
多突仿石蟹（学名：Paralomis dofleini）为石蟹科仿石蟹屬下的一个种。